# 公西赤

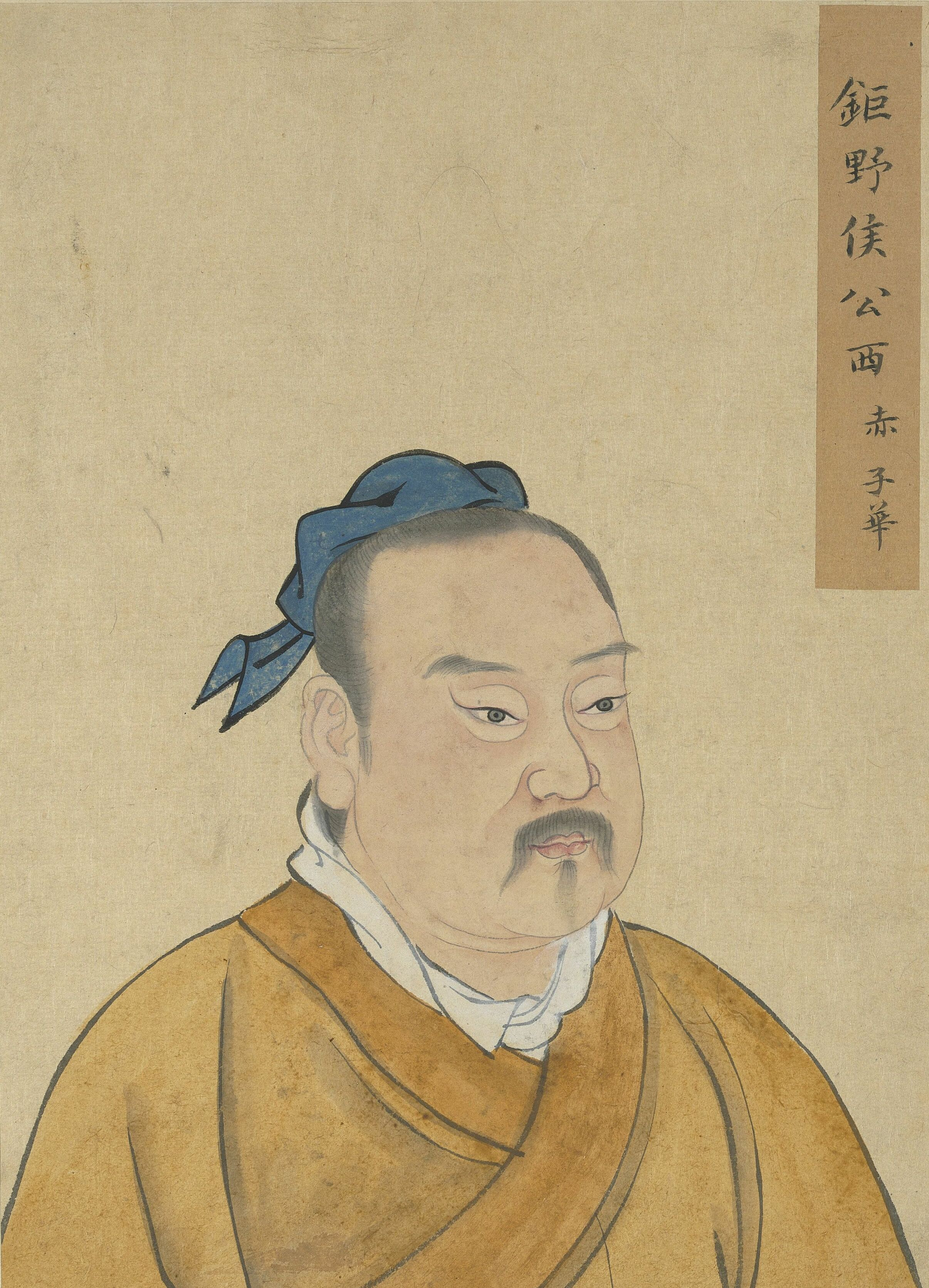
公西赤

公西赤（前509年—？，一说前519年出生），字子華，魯國人。唐玄宗尊之为“邵伯”，宋真宗加封为“巨野侯”。明嘉靖九年改称“先贤公西子”。
公西赤有非常優秀的外交才能。孟武伯曾經向孔子問起公西赤，孔子回答說:「赤也，束帶立於朝，可與賓客言也。不知其仁也。」從孔子的言談中，我們可以知道孔子多麼了解自己的學生，也表現孔子對於「仁」的完美要求。公西赤曾經為孔子出使於齊國。